# Sacra Fossae
Das Grabensystem Sacra Fossae auf dem Mars ist eine über 1000 Kilometer lange und einige hundert Meter tiefe Störungszone, die Teile des Kasei Valles im Süden bzw. im Osten von der Hochebene Lunae Planum abgrenzt.